# Ezeres község
Ezeres község (románul: Comuna Ezeriș) község Krassó-Szörény megyében, Romániában. Központja Ezeres, hozzá tartozik Szócsán.

## Népessége
A 2011-es népszámlálás adatai alapján a község népessége 1255 fő volt.